# Lussy-sur-Morges
Lussy-sur-Morges är en ort och kommun i distriktet Morges i kantonen Vaud, Schweiz. Kommunen har 732 invånare (2023).